# Perekopnäset

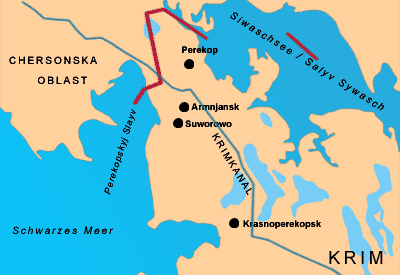
Tyskspråkig karta över Perekopnäset.

Perekopnäset (ryska: Перекопский перешеек, Perekopskij peresjejek; ukrainska: Перекопський перешийок, Perekopskyj peresjyjok;  krimtatariska: Or boyunı) är en 30 kilometer lång landtunga som sammanbinder Krimhalvön med ukrainska fastlandet i norr. Det är på smalaste stället 7 km brett och har i väster Karkinitviken, en del av Svarta havet, och i öster Syvasj, ett område med våtmarker och grunda vikar som hör till Azovska sjön.
Över näsets norra del går gränsen mellan Krim och Cherson oblast. På näset ligger städerna Perekop, Armjansk, Suvorovo och Krasnoperekopsk. Via näset går Norra Krimkanalen, som anlades för att förse halvön med vatten från Dnepr.